# Koprivnica (Gadžin Han)
Pour les articles homonymes, voir Koprivnica.
Koprivnica (en serbe cyrillique : Копривница) est un village de Serbie situé dans la municipalité de Gadžin Han, district de Nišava. Au recensement de 2011, il comptait 59 habitants.

## Démographie
| 1948 | 1953 | 1961 | 1971 | 1981 | 1991 | 2002 | 2011 |
| ---- | ---- | ---- | ---- | ---- | ---- | ---- | ---- |
| 904  | 847  | 705  | 461  | 295  | 166  | 99   | 59   |

|  |